# Полякова, Ольга Юрьевна
Ольга Юрьевна Поляко́ва (укр. Ольга Юріївна Полякова; род. 17 января 1979, Винница), больше известна как Оля Полякова — украинская певица, телеведущая и актриса.

## Биография
Родилась 17 января 1979 года в городе Винница Украинской ССР. Отчим — дипломат, мама — врач-педиатр.
В детстве сыграла несколько ролей в юмористическом киножурнале Ералаш.
После окончания Винницкой СЗОШ № 13 и музыкальной школы по классу фортепиано поступила и успешно окончила с красным дипломом Винницкое музыкальное училище культуры и искусств им. М. Д. Леонтовича по классу хорового дирижирования.
Выпускница Киевского национального университета культуры по классу эстрадного вокала. Обладает диапазоном голоса три октавы.

## Карьера
12 апреля 2000 года на пресс-конференции «КМ студии» в рамках презентации проекта «Продюсирование украинских исполнителей» был анонсирован первый альбом исполнительницы «Приходи ко мне». В дебютный альбом вошло 11 песен. Видеоклип на песню «Так не бывает» был показан по украинскому телевидению на телеканале ICTV в программе «Территория А».
В 2005 году начала сотрудничество с Александром Ревзиным. В этот период Полякова выпустила совместный альбом с певицей Любашей и записала песню «Обними меня» с группой «Чай вдвоем», однако их дальнейшее сотрудничество не сложилось.
В 2008 году вышел макси-сингл «Суперблондинка», который ознаменовал появление нового образа Оли Поляковой — Суперблондинки — и одноимённой шоу программы. В начале феврале на композицию был снят клип, режиссёром которого выступил Александр Игудин, а оператором — Роман Бойко. Начала сотрудничество с техническим директором и продакшн менеджером Юрием Барыбиным.
11 апреля 2011 года была презентовала песня «Алло» — дуэт Оли Поляковой и Людмилы Гурченко. В конце 2012 года артистка начала своё сотрудничество с Михаилом Ясинским, генеральным директором компании «EA Secret Service». Оля переоделась в кокошник и выпустила хит «Russian Style».
В мае 2013 года Полякова презентовала летний сингл «#Шлёпки», над видеоработой которого работала творческая команда продюсерского центра Алексея Потапенко (Потап) Mozgi Entertainment. Следом за этим она представила ещё одну работу — «Люли», которую на YouTube посмотрело более 6 млн человек. В 2014 году артистка выпустила песни «Брошенный котёня», «Асталависта, сепаратиста!», и сняла клип на новогодний хит «С Новым годом!».
2 марта 2015 года состоялась премьера песни «Любовь-морковь». 25 апреля состоялась премьера видеоклипа на эту песню. 29 июля 2015 года состоялась премьера сингла «Первое лето без него». 21 сентября состоялась премьера видеоклипа на эту композицию. 11 апреля 2016 года состоялась премьера сингла «О Боже, как больно!». 19 мая состоялась премьера видеоклипа на эту песню.
Капитан команды «Светлые головы», героиня телешоу «Дольче Вита Капут» («Новый канал»), «Привет, декрет!» («М1»), «Кто против блондинок?» («Новый канал»), комментатор в проекте «Богиня шопінгу» («ТЕТ»), участница проектов «Суперзвезда» («1+1»), «Вышка» («1 +1»), победительница проекта «Как две капли» (ТРК «Украина»). Ведущая развлекательной шоу-программы «Зоряні яйця» (Звёздные яйца) на «Новом канале». Певицу можно часто видеть в составе жюри шоу «Лига смеха» и других различных развлекательных шоу-проектов на телеканалах Украины.
В феврале 2018 года певица была признана самой красивой женщиной года Украины по версии журнала «Viva!».
1 февраля 2019 года вышел мини-альбом «Королева ночи». 8 марта того же года состоялась премьера клипа на сингл «Лёд тронулся», снятого Аланом Бадоевым. 18 ноября того певица представила песню и видеоклип «Эй, секундочку». Режиссёрами видео выступили Дима Манифест и Дмитрий Шмурак.
21 августа 2020 года исполнительница выпустила композицию «Белый танец», которую впервые исполнила за месяц до релиза.

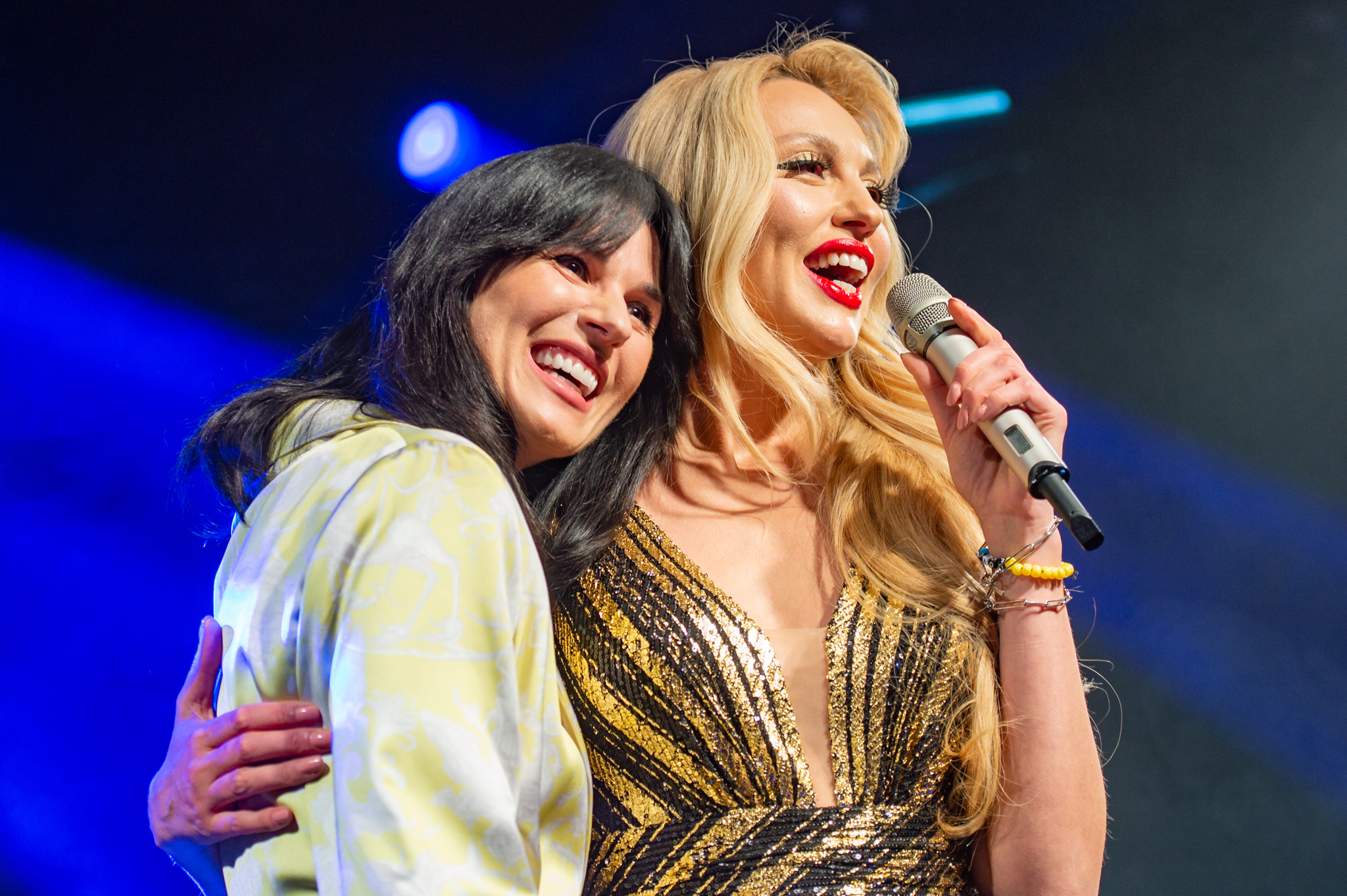
Оля Полякова и Маша Ефросинина на благотворительном концерте, 2022 год

В 2021 году стала судьей на шоу «Маска», а также была выбрана в качестве наставника двенадцатого сезона шоу «Голос страны». В июле того же года на YouTube-канале Оли Поляковой состоялась премьера сингла и клипа «Взрослая девочка». 16 августа на Одесском кинофестивале Полякова представила фильм «Зірки за обміном» (с укр. — «Звёзды по обмену»), в котором сыграла главную роль и выступила в качестве сопродюсера. 1 января 2022 года кинокартина вышла в широкий прокат. За месяц до премьеры фильма Оля Полякова и певец DZIDZIO, который также исполнил одну из главных ролей, выпустили клип на композицию «Щасливі люди», ставшей саундтреком к кинокартине.
После начала вторжения России на Украину в феврале 2022 года вместе с детьми была вынуждена покинуть свой дом в Киеве.

## Личная жизнь
Замужем, муж Вадим — бизнесмен, двое детей: Маша (род. 2 марта 2005), Алиса (род. 5 октября 2011).

## Дискография
- 2001 — «Приходи ко мне»
- 2017 — «Шлёпали шлёпки»
- 2019 — «Королева ночи»

## Фильмография

### Кино
| Год       |   | Русское название   | Оригинальное название | Роль          |
| --------- | - | ------------------ | --------------------- | ------------- |
| 2007      | ф | Исповедь Дон Жуана | Сповідь Дон Жуана     | эпизод        |
| 2008      | ф | Жаркий лёд         | Жаркий лёд            | эпизод        |
| 2008      | ф | Моя старшая сестра | Моя старшая сестра    | переводчица   |
| 2010—2011 | с | Кумовские байки    | Кумськi байки         | камео         |
| 2018      | ф | Свингеры           | Свінгери              | Илона         |
| 2018      | ф | Я, ты, он, она     | Я, ти, він, вона      | пациентка     |
| 2019      | ф | Свингеры 2         | Свінгери 2            | Илона         |
| 2020      | ф | Звезды по обмену   | Зірки за обміном      | Поля Молякова |

### Телевидение
| Телепроект                     | Роль                              | Телеканал |
| «Дольчевіта капут!»            | ведущая                           | Новый     |
| «Хто проти блондинок?»         |                                   | Новый     |
| «Світлі голови»                |                                   | Новый     |
| «Хто зверху?»                  | приглашенная звезда               | Новый     |
| «Зоряні яйця»                  | ведущая                           | Новый     |
| «Зірка+Зірка»                  |                                   | 1+1       |
| «Народна зірка»                |                                   | 1+1       |
| «Вышка»                        |                                   | 1+1       |
| «Лига Смеха 2017, 2018»        | член жюри, тренер команды         | 1+1       |
| «Танці з зірками» (2017, 2018) | конкурсантка, приглашенная звезда | 1+1       |
| «Голос страны (2022)»          | судья                             | 1+1       |
| «Як дві краплі»                |                                   | Украина   |
| «Пой как звезда»               |                                   | Украина   |
| «Привет, декрет!»              |                                   | М1        |
| «Казнить нельзя помиловать»    |                                   | М1        |
| «Russian Style»                |                                   | М1        |
| «Любовь и Музыка»              |                                   | Зум       |
| «Богиня шоппинга»              |                                   | ТЕТ       |
| «Чемодан. Вокзал. Столица»     |                                   | РуТВ      |

### Интернет
В 2020 году Оля Полякова на своём YouTube-канале организовала «Полявидение», в рамках которого стали выходить несколько веб-шоу.
| Год  | Название                  | Кол-во эпизодов |
| ---- | ------------------------- | --------------- |
| 2020 | Читаем с детьми на ночь   | 24              |
| 2020 | Правда или действие       | 24              |
| 2020 | Тренировки дома           | 14              |
| 2020 | Оля +                     | 6               |
| 2020 | Четверги с Олей Поляковой | 4               |
| 2020 | Танцевальный мастер-класс | 3               |
| 2020 | Готовим с Олей Поляковой  | 12              |
| 2020 | Васадули Вагароде         | 7               |

## Награды и номинации
| Премия                | Год  | Категория                       | Номинант / Работа       | Результат | Ист.          |
| --------------------- | ---- | ------------------------------- | ----------------------- | --------- | ------------- |
| M1 Music Awards       | 2015 | Лучшая певица                   | Оля Полякова            | Номинация | [ 29 ]        |
| M1 Music Awards       | 2016 | Лучшая певица                   | Оля Полякова            | Номинация | [ 30 ]        |
| M1 Music Awards       | 2017 | Лучшая певица                   | Оля Полякова            | Номинация | [ 31 ] [ 32 ] |
| M1 Music Awards       | 2017 | Клип года                       | «Номер один»            | Номинация | [ 31 ] [ 32 ] |
| M1 Music Awards       | 2017 | Золотой Граммофон               | «Номер один»            | Победа    | [ 31 ] [ 32 ] |
| M1 Music Awards       | 2017 | Лучшее выступление на церемонии | Оля Полякова — «Бывший» | Номинация | [ 31 ] [ 32 ] |
| M1 Music Awards       | 2018 | Лучшая певица                   | Оля Полякова            | Номинация | [ 33 ]        |
| YUNA                  | 2018 | Лучшая певица                   | Оля Полякова            | Номинация | [ 34 ]        |
| YUNA                  | 2019 | Лучшая певица                   | Оля Полякова            | Номинация | [ 35 ]        |
| YUNA                  | 2019 | Лучшее концертное шоу           | «Королева ночи»         | Номинация | [ 35 ]        |
| YUNA                  | 2019 | Лучший эстрадный хит            | «Мама»                  | Номинация | [ 35 ]        |
| YUNA                  | 2020 | Лучший эстрадный хит            | «Любовница»             | Победа    | [ 36 ]        |
| YUNA                  | 2020 | Лучшее концертное шоу           | «Королева ночи. На бис» | Номинация | [ 36 ]        |
| YUNA                  | 2021 | Лучшая исполнительница          | Оля Полякова            | Номинация | [ 37 ]        |
| YUNA                  | 2021 | Лучший эстрадный хит            | «Свят, свят, свят»      | Номинация | [ 37 ]        |
| YUNA                  | 2021 | Лучшая песня к фильму           | «Свят, свят, свят»      | Номинация | [ 37 ]        |
| Viva! Awards          | 2018 | Самая красивая женщина года     | Оля Полякова            | Победа    | [ 38 ]        |
| Viva! Awards          | 2021 | Королева Instagram              | Оля Полякова            | Победа    | [ 39 ]        |
| Музыкальная платформа | 2018 | Песня года                      | «Бывший»                | Награда   | [ 40 ]        |
| Музыкальная платформа | 2019 | Песня года                      | «Лёд тронулся»          | Награда   | [ 41 ]        |
| Музыкальная платформа | 2019 | Песня года                      | «Эй, секундочку»        | Награда   | [ 41 ]        |
| Музыкальная платформа | 2020 | Песня года                      | «Белый танец»           | Награда   | [ 42 ]        |
| Музыкальная платформа | 2021 | Песня года                      | «Взрослая девочка»      | Награда   | [ 43 ]        |

## Статьи и публикации
- Оля Полякова интервью https://liza.ua/stars/news/biografiya-oli-polyakovoy/Оля+Полякова+на+страницах+издания  (рус.).+Обозреватель.ua.+Дата+обращения:+15+октября+2017.
- Оля Полякова на страницах журнала. Viva!. Дата обращения: 15 октября 2017.
- Оля Полякова знакомит с мужем-бизнесменом // Viva! : журнал. — 2015. — 24 ноября (№ 27).
- Ирина Крылова. Оля Полякова: биография и личная жизнь певицы // FB.ru : интернет-проект. — 2015. — 23 ноября.
- Досье: Полякова Оля // АиФ Украина : «Издательский Дом УМХ». — 2014. — 21 октября.
- Дебют Ольги Поляковой. Киев 2000. Киевский городской сервер (29 ноября 2001). Дата обращения: 6 октября 2017.
- Мила Дончук. Viva! Самые красивые-2018: Названы все победители // Viva! : журнал. — 2018. — 2 февраля.